# Benedetto Ghirlandaio

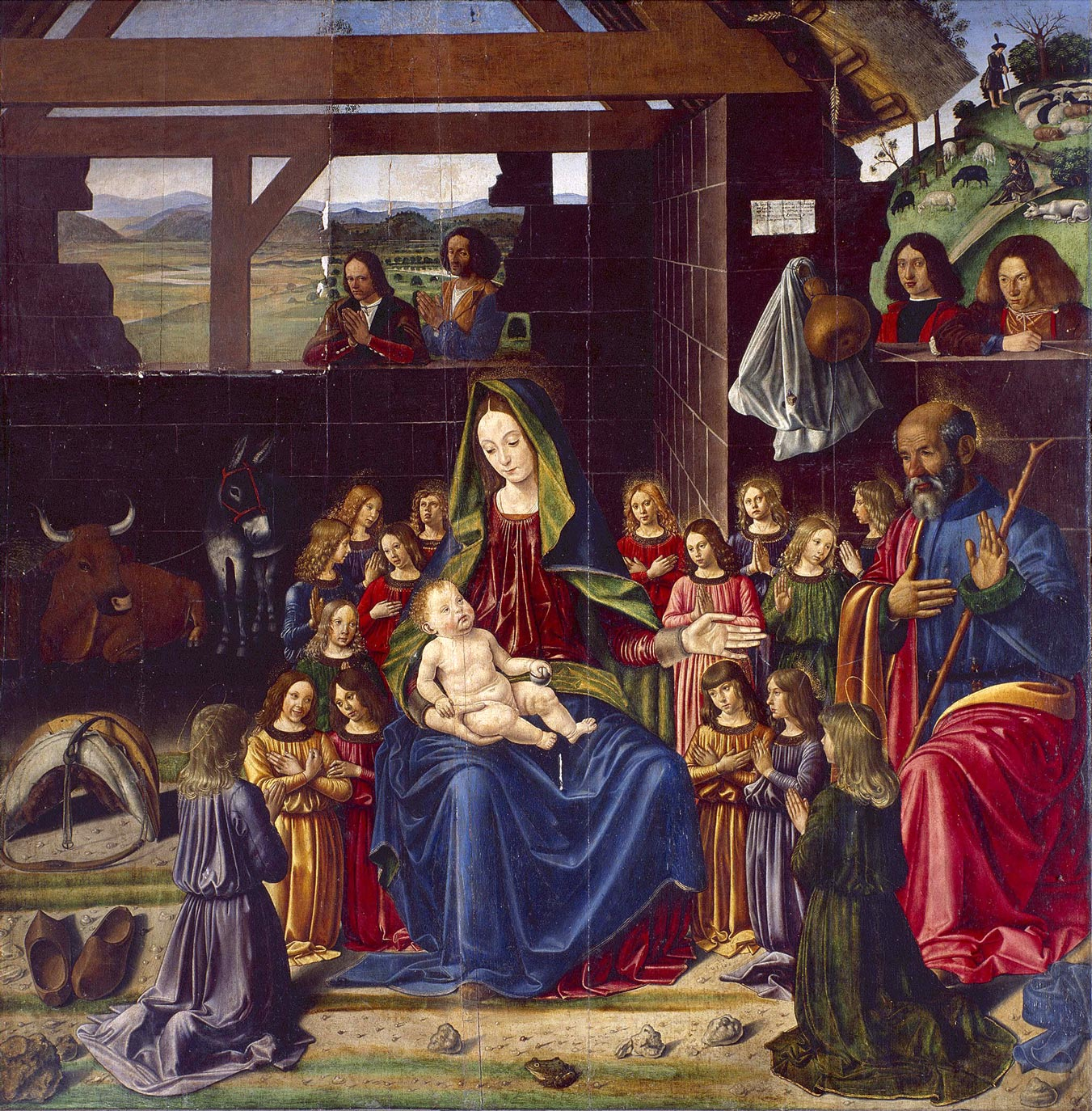
Natividad (1490), óleo sobre tabla, 147 x 147 cm, iglesia de Notre-Dame de Aigueperse.

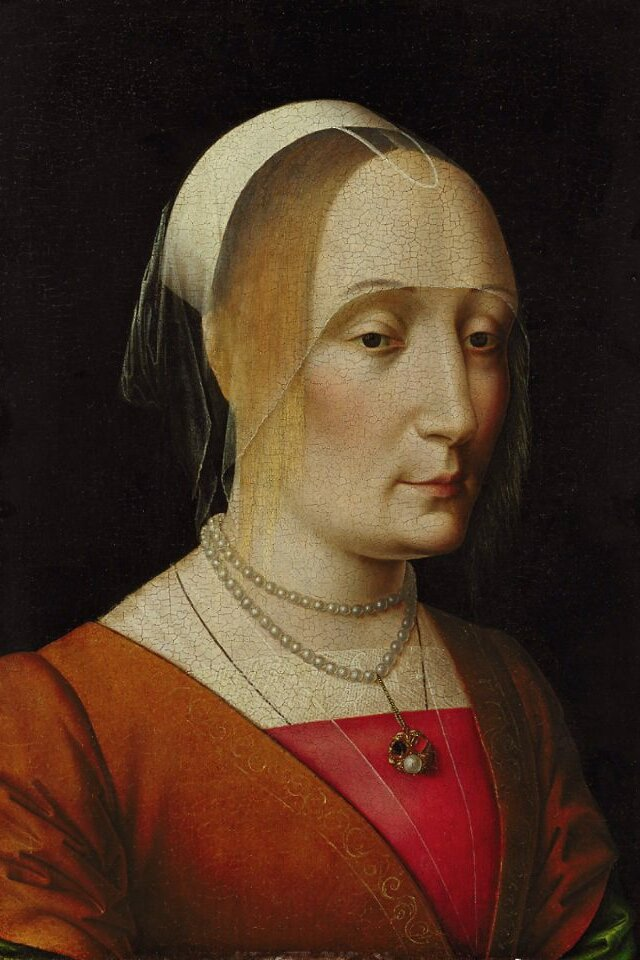
Retrato de dama, Instituto de Artes de Mineápolis

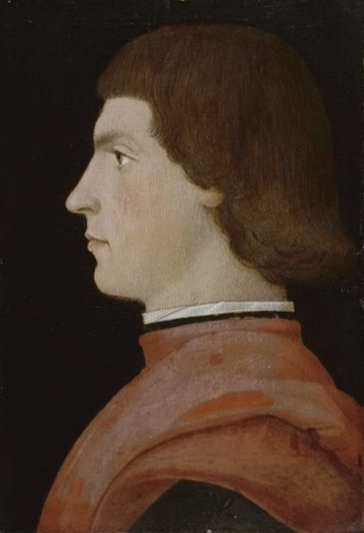
Retrato de Louis II de la Tremouille, Musée Condé, Chantilly.

Benedetto di Tommaso Bigordi, conocido como Benedetto Ghirlandaio (Florencia, 1458 - Florencia, 17 de julio de 1497), fue un pintor italiano del Renacimiento, hermano de los más conocidos Domenico y Davide Ghirlandaio.

## Biografía
Benedetto ocupó una posición subordinada con respecto a sus hermanos, pues Domenico dirigió el taller al ser el más dotado, mientras que Davide se encargó de llevar los negocios de la familia y ayudar en los encargos junto a su hermano menor. Comenzó a trabajar como iluminador, pero en 1480 tuvo de abandonar esta tarea a causa de problemas en la vista.
Benedetto había sido admitido en la cofradía de San Paolo el 29 de enero de 1479. Según Vasari, pasó algunos años en Francia. Varios documentos confirman su estancia en el país galo en el verano de 1486. Es difícil identificar obras que sean sin discusión de su autoría, probablemente sólo una le pueda ser adjudicada con seguridad, una Natividad (Notre-Dame, Aigueperse), firmada y datada, aunque la fecha es ilegible. Este panel refleja una versión afrancesada del estilo de los Ghirlandaio, más cercano al de Davide que al del propio Domenico, con un gusto por el detalle que le acerca a los maestros flamencos de su época.
El más joven de los hermanos Ghirlandaio decidió volver a Florencia cuando Domenico falleció (1494). Sin embargo, no le sobrevivió demasiado tiempo, pues falleció en 1497.

## Obras destacadas
- Retrato de dama (c. 1480, Instituto de Artes de Mineápolis)
- Retrato de Luis II de la Trémoille (Musée Condé, Chantilly), atribución dudosa.
- Natividad (Notre-Dame, Aigueperse (Puy-de-Dôme))
- Virgen con el Niño y San Juanito (Pinacoteca Civica, Padua)
- Santa Lucía (Santa Maria Novella, Florencia)